# Drosophila megalagitans
Drosophila megalagitans este o specie de muște din genul Drosophila, familia Drosophilidae, descrisă de Wheeler și Magalhaes în anul 1962.
Este endemică în Columbia. Conform Catalogue of Life specia Drosophila megalagitans nu are subspecii cunoscute.